# Dorfkirche Detershagen

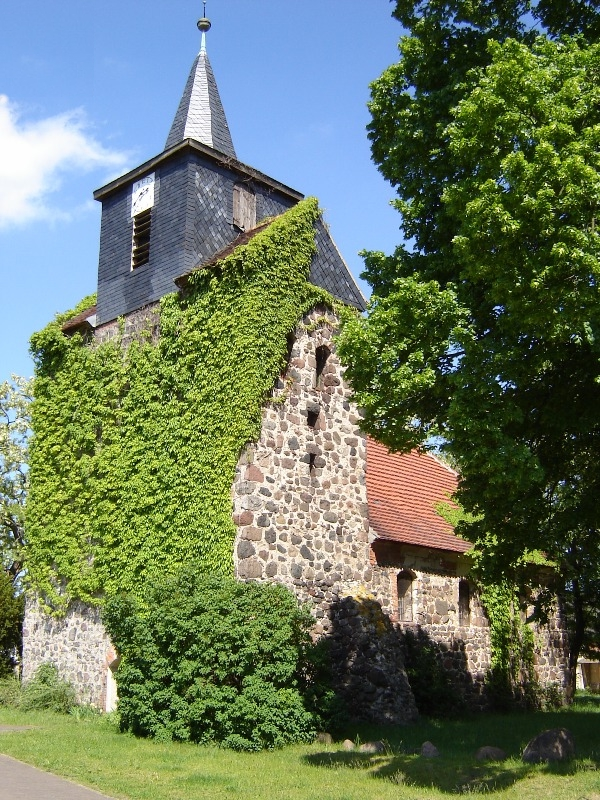
Kirche Detershagen

Die Dorfkirche Detershagen ist das evangelische Gotteshaus von Detershagen (Sachsen-Anhalt).

## Geschichte
Die Kirche hat ihren Ursprung in der Zeit der Romanik, ohne dass man den genauen Zeitpunkt ihrer Erbauung feststellen kann. Es handelt sich im Wesentlichen um einen Feldsteinbau, bestehend aus dem 120 m² großen Kirchenschiff, dem ebenso wie das Kirchenschiff zehn Meter breiten Westquerturm und der niedrigen halbkreisförmigen Apsis im Osten. Die Stärke der Turm- und Schiffwände beträgt 1,10 Meter. Im Schiff sind Flachbogenfenster eingelassen, während der Turm nur an seiner Südseite im oberen Teil zwei Schallarkaden besitzt. Die Turmsüdseite wurde 1684 nach Zerstörungen im Dreißigjährigen Krieg neu aufgemauert und erhielt zwei mächtige Stützpfeiler. Eine weitere 1848 durch ein Feuer hervorgerufene Beschädigung nutzte man dazu, dem Turm eine quadratische Glockenstube mit sechseckigem Spitzhelm aufzusetzen, mit der der Turm nun das Kirchenschiff sichtbar überragt. Während das Kirchenschiff ein Satteldach trägt, ist es im Inneren mit einer flachen Decke versehen. Von der ursprünglichen Ausstattung ist nur noch eine romanische Altarplatte mit Weihekreuzen und Reliquiengruft erhalten, die in den Fußboden eingelassen ist. Die Westempore stammt aus der Zeit des Barock; die Orgel wurde in ihrer Ursprungsform 1863 von dem Orgelbaumeister Adolf Reubke gebaut und hat heute nach einer Restaurierung durch Groß & Soldan sechs Register auf einem Manual und Pedal.